# John Paul Reynolds
John Paul Reynolds (Estados Unidos, 5 de agosto de 1991) é um ator e escritor norte-americano, conhecido por interpretar Callahan na série Stranger Things.